# Robert Calder
Robert Calder (13 de julio de 1745 - 1 de septiembre de 1818) fue un oficial inglés perteneciente a la Royal Navy el cual sirvió durante la Guerra de los Siete Años, Guerra de Independencia de los Estados Unidos, Guerras revolucionarias francesas y Guerras Napoleónicas participando, entre otras batallas, en la Batalla del Cabo de San Vicente en 1797 y en la Batalla del cabo Finisterre en 1805.

## Biografía

### Vida familiar
Robert Calder nació en Elgin, Escocia y fue el tercer hijo de Sir James Calder y Alice Hughes. Su padre fue el tercer baronet Calder de Muirton quien fue nombrado Caballero Ujier de las habitaciones privadas de la reina en 1761, aunque fue su hermano mayor, General Sir Henry Calder, quien sucedió a su padre en la baronía. Robert, por su parte, ingresó en la Royal Navy en 1759 a la edad de 14 años.
En 1779 se casó con Amelia Michell, sin que tuvieran descendencia.

### Carrera militar
Calder fue educado en la grammar school de Elgin hasta 1759 que ingresó en la Royal Navy. Siendo guardiamarina recibió una recompensa de 1800£ por su participación en la captura de un barco español del tesoro, el Hermione, el 21 de mayo de 1762 y seguidamente ascendido a teniente. Con este rango sirvió por aguas del Mar Caribe en el HMS Essex bajo las órdenes del capitán George Faulkner
Los ascensos llegaron lentamente y no fue hasta 1780 que alcanzó el rango de capitán siéndole encomendado el mando de la fragata HMS Diana con la que tuvo oportunidad de distinguirse en varios servicios que le fueron encomendados.
En 1796 fue nombrado Capitán de la flota del almirante John Jervis entrando en acción el 14 de febrero de 1797 en la Batalla del Cabo de San Vicente. Tras la batalla fue elegido para llevar a Inglaterra los despachos con la noticia de la victoria y por sus servicios el rey Jorge III lo nombró caballero el 3 de marzo de 1797, recibiendo también el agradecimiento del Parlamento.
También, el 22 de agosto de 1798, se creó y otorgó el 1.ºBaronet Calder de Southwick.
En 1797 fue ascendido a contraalmirante y en 1804, ya como vicealmirante, fue enviado con una pequeña escuadra en persecución de una fuerza francesa bajo las órdenes del almirante Ganteaume, que trataba de abastecer de pertrechos a los soldados franceses en Egipto.
Pero en esta ocasión no tuvo éxito y Calder y su flotilla regresaron a Inglaterra sanos y salvos pero heridos en el orgullo de su bandera.
En la guerra de la Tercera Coalición Calder estuvo al mando de los escuadrones encargados de los bloqueos a los puertos de Rochefort y Ferrol, en los cuales, entre otras cosas, se preparaban los barcos para la invasión de Inglaterra por parte de Napoleón Bonaparte. Calder mantuvo su posición con una fuerza netamente inferior a la del enemigo y evitó la tentación de un enfrentamiento en mar abierto.
Enterados de que Napoleón iba a intentar romper el bloqueo de Ferrol, como preludio a la invasión, el almirantazgo ordenó al contraalmirante Charles Stirling unirse a los barcos de Calder e interceptar la flota hispano-francesa a su paso por Brest. El acercamiento de las flotas quedó oculto por la niebla y no fue hasta el 22 de julio de 1805 que se produjo el avistamiento. La flota conjunta superaba en número a la británica, pero Calder ordenó a la flota entrar en acción. El resultado fue el combate conocido como la batalla del cabo Finisterre, donde quince barcos británicos se enfrentaron a veinte franceses y españoles capturando a dos de ellos.
Las pérdidas británicas fueron de 39 hombres muertos y 159 heridos y por parte de los aliados 158 muertos y 320 heridos. Llegada la noche, tras cuatro horas de combate, Calder ordenó detener el enfrentamiento. Durante los dos siguientes días, las flotas se mantuvieron a la vista una de otra pero no volvieron a entablar combate.
Calder decidió proteger sus nuevas presas, mientras que el almirante francés Villeneuve rehusó forzar otro enfrentamiento.
Villeneuve abandonó la zona el día 24 arrumbando hacia Ferrol y posteriormente a Cádiz en vez de reanudar su curso hacia Brest. Villeneuve había fracasado en todos sus objetivos. No había desembarcado tropas en Irlanda ni había enlazado con la flota en Brest  para alejar a los escuadrones británicos del Canal y así apoyar la invasión de Napoleón a Inglaterra. Mientras, la flota británica esperaba inútilmente en Boulogne.
Según reconoció el propio Napoleón, sus planes de invasión a Inglaterra se desmoronaron por la acción de ese día. Sin embargo, en Inglaterra la indignación era grande por el fracaso de Calder a la hora de conseguir una victoria completa. Estos fuertes sentimientos contra Calder acabaron llevándole ante una corte marcial. A Nelson le ordenaron que hiciera volver a Calder a Gran Bretaña y a pesar de saber que el enfrentamiento entre las flotas era inminente, le permitió que regresara con su propio navío de 98 cañones, el Prince of Wales. Calder zarpó a primeros de octubre de 1805, pocos días antes de la Batalla de Trafalgar.
La Corte marcial se convocó el 23 de diciembre de 1805 y el resultado fue el de una severa reprimenda a Calder por no haber hecho todo lo posible para reanudar el enfrentamiento, al tiempo que era absuelto de los cargos de cobardía y desafección. Calder no volvió a servir en el mar.
Pasados cinco años, en 1810, y siguiendo el orden natural de las cosas, Calder fue ascendido a Almirante y nombrado Comandante en jefe de Plymouth. Más tarde y como manera de dar público testimonio de sus servicios y de exonerarlo por completo de las acusaciones sobre él vertidas, fue nombrado caballero comendador de la Orden del Baño con fecha 2 de enero de 1815.
Murió en Holt, cerca de Bishop's Waltham, en Hampshire, en 1818.